# Thomas Löhning
Thomas Löhning (* 1973 in Stralsund) ist ein deutscher Maler, Grafiker und Zeichner.

## Leben und Werk
Löhning studierte von 1991 bis 1998 an der Burg Giebichenstein Hochschule für Kunst und Design Halle bei Frank Ruddigkeit, Thomas Rug und Ronald Paris. 1996 absolvierte er ein Studienjahr an der Hochschule für Grafik und Buchkunst Leipzig bei Rolf Münzner und Rolf Kuhrt. Im Jahr 1998 erlangte er das Diplom für Malerei und Grafik.  Seit 1999 ist er als freischaffender Künstler tätig. Löhning wurde mit seinen detailreichen, oft surrealen Zeichnungen und Radierungen, die er in Strichmanier ausführte, bekannt.
2004 erhielt er den Plakatpreis der Händel-Festspiele Halle.

## Ausstellungen
- 1996: Galerie Marktschlösschen, Halle (Saale)
- 2000: Galerie Gärtner,  Berlin
- 2001: Galerie des Heron-Buchhauses, Cottbus
- 2005: Woord in Beeld, internationale Exlibris-Ausstellung, Sint-Niklaas, Belgien
- 2005: Festival international de l'affiche et du graphisme, Chaumont, Frankreich
- 2005: Spuren des Don Quijote, Kunsthalle Dominikanerkirche, Osnabrück
- 2008: Kaltnadelradierungen, Collagen und. Zeichnungen, Pößnecker Hoffest, Pößneck

## Buchillustrationen
- Friedrich Dürrenmatt: Mr. X macht Ferien. Mit 21 Zeichnungen von Thomas Löhning. Dietrich, Memmingen 2004, ISBN 3-87164-145-6.
- Jörg Winkler: Von den Narren und anderen Sterblichen. Illustrationen Thomas Löhning. Winkler, Halle (Saale) 2003.